# Anastelgis terminalis
Anastelgis terminalis là một loài tò vò trong họ Ichneumonidae.